# Luis López Ballesteros y de Torres
Luis López-Ballesteros y de Torres (1896 - 16 de mayo de 1938), citado como Luis López-Ballesteros, fue un germanista y traductor español, reconocido por su versión de las Obras completas de Sigmund Freud. Su padre, Luis López-Ballesteros, fue periodista y gobernador civil de Madrid.

## Biografía
Luis López Ballesteros, hijo del periodista, escritor y gobernador civil de Madrid, Luis López-Ballesteros, se educó en el Colegio Alemán de Madrid, fundado en 1896. Ocupó el cargo oficial de inspector de Hacienda, pero su verdadera pasión eran las letras y fue un traductor prolífico. Frecuentó asiduamente la tertulia del café de Pombo acaudillada por el vanguardista Ramón Gómez de la Serna. Mercedes López-Ballesteros, una de sus nietas y también traductora, cuenta que al entrar en el café durante los meses de invierno sus contertulios le saludaban al unísono exclamando «Qu’il fait Freud?». Se casó en mayo de 1919 con Regina Cervino Aguirre (†1975), con la que tuvo tres hijos, Luis (1920-1986), José María (vivía en 1986) y Diego (1930-2006). Falleció en plena guerra civil, el día 16 de mayo de 1938, a los cuarenta y dos años.
Trabajó, entre otras, para las editoriales Cenit y Calpe traduciendo sobre todo del alemán (Freud, Nietzsche, Gottfried Keller, Arthur Holitscher, Herman Hesse, Leonhard Frank, Keyserling, Oswald Spengler, Lion Feuchtwanger, Joseph Roth), pero también del inglés (la Historia social y económica del Imperio Romano de Michael Ivanovitch Rostovzeff y el Hamlet de Shakespeare),  y del francés (Maurice Legendre, Jules Renard). Fue el primer traductor de las obras de Freud al español directamente desde el alemán, edición aprobada por el propio Freud en vida en carta remitida al traductor el 7 de mayo de 1923:

Siendo yo un joven estudiante, el deseo de leer el inmortal D. Quijote en el original cervantino, me llevó a aprender, sin maestros, la bella lengua castellana. Gracias a esta afición juvenil puedo ahora –ya en avanzada edad– comprobar el acierto de su versión española de mis obras, cuya lectura me produce siempre un vivo agrado por la correctísima interpretación de mi pensamiento y la elegancia del estilo. Me admira, sobre todo, cómo no siendo usted médico ni psiquiatra de profesión ha podido alcanzar tan absoluto y preciso dominio de una materia harto intrincada y a veces oscura.

La traducción se debió a una petición expresa de José Ortega y Gasset a José Ruiz-Castillo, director de la editorial Biblioteca Nueva. Aparecieron en 17 volúmenes entre 1922 y 1934 publicados por esta editorial, de manera que Lorca, Buñuel y Dalí, entre otros miembros surrealistas de la Generación del 27, pudieron leer a Freud en la Residencia de Estudiantes gracias a las traducciones de López-Ballesteros. No es una edición completa, porque faltan los textos traducidos por Ludovico Rosenthal a partir de 1943 para la editorial Americana de Buenos Aires y los traducidos desde 1952 para la editorial Santiago Rueda; en 1956 Freud estaba publicado en español en 22 volúmenes (17 de López-Ballesteros y 5 de Rosenthal) antes incluso de que en alemán se hubiese completado la edición príncipe de sus Obras completas.